# Sonate pour alto et piano de Chostakovitch
Pour les articles homonymes, voir Sonate pour alto et piano.
La Sonate pour alto et piano, opus 147 de Dmitri Chostakovitch a été écrite entre le 10 juin et le 5 juillet 1975, peu avant la mort du compositeur le 9 août suivant. Très diminué physiquement, Chostakovitch jeta ses dernières forces dans l'écriture de cette sonate. Créée le 25 septembre 1975 à Leningrad, jour de l'anniversaire du compositeur, elle est dédiée à Fiodor Droujinine, le nouvel altiste du Quatuor Beethoven qui remplaça Borissovski décédé en 1968. Ce sont le pianiste Mikhail Muntian et le dédicataire de la sonate qui en assurèrent la première publique le 1er octobre 1975 à Leningrad.

## Analyse de l'œuvre
La sonate se caractérise par un équilibre entre deux mouvements lents encadrant un mouvement central rapide et dansant qui puise son inspiration dans le folklore.
L'alto, avec son registre intermédiaire proche de la voix humaine donne à la composition un caractère très expressif. Le chant est souvent mélancolique et crépusculaire mais aussi par instants parodique et dérisoire.

### Citations de Chostakovitch
Selon Walter Wilson Cobbett : "...La couleur sombre de l'alto est accentuée par la tonalité générale mélancolique, parfois troublée de citations...". En effet, les citations de Chostakovitch lui-même et d’œuvres d'autres compositeurs abondent et jouent un rôle très important dans les dernières œuvres de Chostakovitch.
La musique de Chostakovitch est basée sur le folklore russe, cependant, il est facile d' y déceler des citations de :
- Beethoven dans le dernier mouvement, allant de la Sonate au Clair de lune aux derniers concertos pour piano.
- Berg pour le concerto à la mémoire d'un ange[1] ;
- Tchaïkovski pour la 4ième symphonie[1].

### Premier mouvement:Moderato
Le premier mouvement Moderato, sous-titré Nouvelle, utilise un langage abstrait. L'alto attaque par des pizzicatos arrachés et le piano propose un thème legato. Puis les rôles s'inversent ; l'alto reprend le thème du piano et celui-ci répète en notes détachées le dessin des pizzicatos. Le monologue se poursuit : ici les instruments ne dialoguent pas vraiment, ils se livrent davantage à un jeu de questions sans réponses et ne s'allient jamais pour vibrer ensemble[pas clair].

### Deuxième mouvement:Allegretto
Le mouvement central Allegretto fait de larges emprunts à un opéra inachevé de Chostakovitch, Les joueurs d'orgue d'après Gogol. On se retrouve donc en 1941, alors que le compositeur imitait et parodiait tout à la fois son aîné Prokofiev. C'est un scherzo au parfum de danse populaire russe, aux rythmes mécaniques qui se désarticulent et d'où s'échappent quelques brèves envolées lyriques.

### Troisième mouvement:Adagio
Le dernier mouvement Adagio est chargé de mémoire, de souvenirs. Dès le début, l'on reconnaît très nettement la référence au premier mouvement de la sonate no 14 de Beethoven plus connue sous le nom de Sonate au Clair de lune. L'accompagnement du piano et le rythme si caractéristique du mouvement beethovénien réussissent, dans un contexte totalement différent de l'œuvre de départ, à décrire la désolation et l'obsession. Puis, tout au long du morceau, défilent des emprunts au Concerto pour violon d'Alban Berg, à la Cinquième symphonie de Beethoven, à la Quatrième symphonie de Tchaikovski, à la mélodie Le destin de Rachmaninov, à Richard Wagner, ainsi que des bribes d'œuvres de Chostakovitch lui-même, du Nez, son opéra d'après la nouvelle éponyme de Gogol, à son Treizième Quatuor.
Ce dernier mouvement de toute l'œuvre de Chostakovitch est comme un dernier regard, triste et désabusé, qu'il porte sur sa propre vie.

## Discographie sélective
- D. Shostakovich : Sonate pour Violon et Piano ; Sonate pour Alto et Piano par Yuri Bashmet et Sviatoslav Richter, enregistrées le 17 mai 1985 dans la Grande Salle du Conservatoire Tchaïkovski de Moscou.
- D. Shostakovich : Sonate pour Violon et Piano ; Sonate pour Alto et Piano par Gérard Caussé et Brigitte Engerer, enregistré à la Fondation Singer-Polignac, Paris (France), septembre 2011.